# Aeropuerto de Flores
El Aeropuerto de Flores (en portugués: Aeroporto das Flores) (IATA: FLW, OACI: LPFL), está situado en Santa Cruz das Flores, un municipio que se encuentra en la Isla de Flores, (Azores, Portugal). La compañía aérea SATA Air Açores realiza vuelos a las islas de Faial, Terceira, Sao Miguel y a la isla de Corvo.

## Aerolíneas y destinos

### Destinos nacionales
| Ciudades      | Nombre del aeropuerto                       | Aerolíneas      | Aeronaves | Frecuencias semanales |          |
| Portugal      | Portugal                                    | Portugal        | Portugal  | Portugal              | Portugal |
| ------------- | ------------------------------------------- | --------------- | --------- | --------------------- | -------- |
| Azores        |                                             |                 |           |                       |          |
| Corvo         | Aeródromo de Corvo                          | SATA Air Açores | DHC-8     |                       |          |
| Horta         | Aeropuerto de Horta                         | SATA Air Açores | DHC-8     |                       |          |
| Ponta Delgada | Aeropuerto de Ponta Delgada - João Paulo II | SATA Air Açores | DHC-8     |                       |          |
| Isla Terceira | Aeropuerto de Lajes                         | SATA Air Açores | DHC-8     |                       |          |

## Estadísticas
Ver fuente y consulta Wikidata.